# Adler, Schweiz
Adler är en kulle i Schweiz. Den ligger i regionen Landquart och kantonen Graubünden, i den östra delen av landet, 160 km öster om huvudstaden Bern. Toppen på Adler är 1 002 meter över havet.